# Cirkulationsplats Ringgatan
Cirkulationsplats Ringgatan är en cirkulationsplats där Västeråsleden (Länsväg 800), Dalhemsleden (Länsväg 800), Silvermyntsgatan (Länsväg 835) samt Ringgatan möts i västra delen av tätorten Sala.